# Beaumont Hill
Beaumont Hill – wieś w Anglii, w hrabstwie ceremonialnym Durham, w dystrykcie (unitary authority) Darlington. Leży 25 km na południe od miasta Durham i 352 km na północ od Londynu.